# Morgeti
I Morgeti (in greco antico: Μόργητες?, in latino Morgētes) furono un antico popolo, che faceva parte del gruppo delle cosiddette genti "italiche" che occuparono le aree estreme meridionali della penisola italiana e parte della Sicilia.

## Storia
I Morgeti facevano parte del gruppo delle cosiddette genti "italiche", che occuparono le aree della Calabria ionica e tirrenica. Secondo alcuni storici si tratterebbe di uno dei tre rami in cui si distinsero gli Enotri (Itali, Morgeti, Siculi). Per altri, invece, furono popoli italici che furono scacciati dalle loro terre dagli Enotri, rifugiandosi poi in Sicilia. Altri ancora, li identificano tra coloro che, tra gli Itali, alla morte del re Italo/Italos accettarono suo figlio Morgete/Morgetes quale suo successore, prendendone il nome. Un'ulteriore partizione avrebbe originato i Siculi, che si sarebbero spostati in Sicilia sotto la guida del re omonimo, con Siculo/Sikelòs indicato sia come parente di Italo (che sarebbe stato fratello o padre), sia come proveniente da Roma.
Dionigi di Alicarnasso basandosi sullo scritto di Antioco, afferma l'esistenza di una terza Roma antecedente alla fondazione del discentente di Enea, Romolo, e anche alla presenza di Evandro sul Palatino. Una terza Roma — che per antichità sarebbe quindi la prima — dalla quale discenderebbe l'eroe Sikelo.
(Dion. Hal., Ant. Rom., 1, 73, 4. FGrHist 555 F 6.)
In Calabria, si sarebbero stanziati nell'entroterra. Girolamo Marafioti attribuisce a re Morgete la fondazione del nucleo abitativo di San Giorgio Morgeto.
Anche in Sicilia, si sarebbero stanziati nell'entroterra, allontanando i Sicani, fondando nel X secolo a.C. - tra le altre - la città di Morgantina (Morganthion).
Queste informazioni sono state dedotte analizzando le fonti antiche, in particolare quanto riferito da Antioco di Siracusa:
(in Dionigi di Alicarnasso, 1,12)

Informazione ripresa poi da Dionigi di Alicarnasso: 
Il Brancaccio vede nei confini fisici di Antioco una rivendicazione anti-ellenica. Questa si adatterebbe sia con una politica ermocratea, volta a proteggere l'identità della Sicilia e dell'Italia dalle mire egemoni di Atene, e sia alla politica filo-dionisiana, la quale avversava la grecità italiota e mirava a sottometterla. Quella dionisiana, alla quale Antioco sarebbe relazionato, è una politica strettamente filo-barbarica, che viene intesa dallo storico Piganiol — nella figura di Dionisio I — in questi termini:
(André Piganiol, Le conquiste dei romani. Fondazione e ascesa di una grande civiltà, 2010, p. 136.)
Secondo Antioco di Siracusa, Morgete succedette ad Italo nel governo della Calabria (allora detta Italia) sino a quando essa fu invasa dai Bruzi, un popolo osco che si stabilì nella parte centro-settentrionale della regione ed elesse come capitale Cosenza.